# Mac OS X Panther
Mac OS X Panther, Versionsnummer 10.3, ist die vierte Hauptversion von macOS, dem Desktop-Betriebssystem und als Mac OS X Server 10.3 dem Server-Betriebssystem von Apple, das seinerzeit unter dem Namen Mac OS X eingeführt wurde. Apple veröffentlichte Panther am 24. Oktober 2003. Es folgte auf Mac OS X 10.2 „Jaguar“ und wurde von Mac OS X Tiger, Version 10.4, abgelöst.
Für Kunden, die nach dem 7. Oktober 2003 einen Apple-Rechner gekauft hatten, sowie für alle Kunden eines Power Mac G5, kostete die Aktualisierung auf Panther nur 29 € (entspricht inflationsbereinigt 2025 rund 44 €), der reguläre Preis betrug 149 € (2025: ≈ 225 €). Die letzte Aktualisierung ist Version 10.3.9 vom 15. April 2005.

## Neuerungen
Apple führte für Mac OS X Panther mehr als 150 neue Funktionen auf:
- Finder, mit neuem Metal-Design, einer neuen Suchfunktion, anpassbarer Seitenleiste
- Unterstützung von gepackten Dateien (.zip)
- Schnellen Benutzerwechsel ohne Abmelden
- Exposé, übersichtliche Anordnung und Auswahl von Fenstern auf Tastendruck
- TextEdit öffnet Dokumente von Microsoft Word (.doc).
- Xcode, eine Integrierte Entwicklungsumgebung mit neuer Compilerversion gcc 3.3.
- Programm „Vorschau“ mit schnellerer PDF-Anzeige
- QuickTime mit neuen Video-Codecs
- Nur-lesender Zugriff auf NTFS-Partitionen[2] und Journaling bei HFS+
- Wechsel von der TENEX-C-Shell auf die Bourne-again shell, wie sie u. a. in Terminal ausgeführt wird

Benutzerfunktionen
- Neue Zeichensatzverwaltung
- FileVault für verschlüsselte Benutzerverzeichnisse
- iChat AV für Video-Konferenzen.
- X11-Server
- Safari als Ersatz für den Internet Explorer

## Systemvoraussetzungen
Während bei der Vorgängerversion Jaguar noch eine separate Version für den 64-Bit-PowerPC-Prozessor 970, von Apple „G5“ bezeichnet, notwendig war, werden mit Panther alle PowerPC-Prozessoren vom G3 bis zum G5 von nur einer Version nativ unterstützt. Panther bleibt indes ein 32-Bit-Betriebssystem, mit einem auf G5-Macs erweiterten 64-Bit-Speicherzugriff, was mehr als 4 GB Arbeitsspeicher ermöglicht.
- PowerPC-G3-, G4- oder G5-Prozessor mit mindestens 233 MHz
- 128 MB RAM (512 MB empfohlen)
- 1,5 GB freier Speicherplatz auf der Festplatte
- CD-Laufwerk zur Installation

Video-Konferenzen benötigen:
- 333 MHz oder schnelleren PowerPC-G3-, G4- oder G5-Prozessor
- Breitband-Internetverbindung (100 kbit/s oder schneller)
- Kompatible FireWire-DV-Kamera oder Web-Kamera

Alte Programme, die unter Mac OS 9 laufen, werden über die Classic-Umgebung weiterhin unterstützt. Allerdings muss das für die Virtualisierung notwendige echte Mac OS 9 separat erworben werden.
Panther ist die letzte macOS-Version, die vor der Umstellung der Prozessorarchitektur 2005/2006 noch nicht für Intel-Macs verfügbar war; vom Unix-Kern Darwin hingegen, auf dessen Version 7 Panther basiert, veröffentlichte Apple bereits seit Mac OS X 10.0 auch eine x86-Version.

## Sicherheit
Zum Thema Sicherheit siehe den Hauptartikel Mac OS X.

## Versionsgeschichte
| Mac-OS-X-Version | Build | Erscheinungsdatum | Anmerkung                                                   |
| ---------------- | ----- | ----------------- | ----------------------------------------------------------- |
| 10.3             | 7B85  | 24. Oktober 2003  | Erste Version                                               |
| 10.3.1           | 7C107 | 10. November 2003 | Fehlerbehebungen in Notizzettel, Safari, Finder und weitere |
| 10.3.2           | 7D24  | 17. Dezember 2003 | Fehlerbehebungen in Adressbuch, Mail, Finder und weitere    |
| 10.3.3           | 7F44  | 15. März 2004     | Fehlerbehebungen in DVD Player, Finder und weitere          |
| 10.3.4           | 7H63  | 26. Mai 2004      | Fehlerbehebungen                                            |
| 10.3.5           | 7M34  | 9. August 2004    | Fehlerbehebungen                                            |
| 10.3.6           | 7R28  | 5. November 2004  | Fehlerbehebungen, Sicherheitsaktualisierungen               |
| 10.3.7           | 7S215 | 15. Dezember 2004 | Fehlerbehebungen                                            |
| 10.3.8           | 7U16  | 9. Februar 2005   | Fehlerbehebungen                                            |
| 10.3.9           | 7W98  | 15. April 2005    | Fehlerbehebungen in Notizzettel, Safari, Finder und weitere |